# Włodzimierz Ptasznik
Włodzimierz Ptasznik (ur. 26 kwietnia 1947 w Dyniskach) – polski samorządowiec, doktor nauk rolniczych, od 2006 do 2014 burmistrz Iławy.

## Życiorys
W latach 1968–1979 był członkiem kadry narodowej w lekkoatletyce. Specjalizował się w sprincie, zwłaszcza w biegu na 100 m. Trenował w klubie sportowym AZS Olsztyn. Jego trenerem był olsztyński lekkoatleta Leopold Szczerbicki, a także Zdzisław Klemens.
W 1970 ukończył studia w Wyższej Szkole Rolniczej w Olsztynie. W 1976 uzyskał stopień doktora nauk rolniczych na podstawie pracy o tematyce związanej z ubytkami masy nasion w procesach przerobowych prowadzonych w zakładach Olsztyńskiego Przedsiębiorstwa Hodowli Roślin i Nasiennictwa w Olsztynie. W latach 1976–1989 pracował jako adiunkt na Akademii Rolniczo-Technicznej im. Michała Oczapowskiego w Olsztynie. Od 1989 do 1992 był prodziekanem Wydziału Mechanicznego tej  uczelni. W tym czasie był także kierownikiem Zakładu Eksploatacji Maszyn Przemysłu Spożywczego.
Uczestniczył w zagranicznych stażach naukowych. Od 1993 pracował jako konsultant naukowo-techniczny w Known You Seed Co. w Kaohsiung na Tajwanie. W 2002 został specjalistą ds. przedsiębiorczości w Urzędzie Marszałkowskim Województwa Warmińsko-Mazurskiego w Olsztynie. Rok później objął stanowisko kierownika Wydziału Integracji Europejskiej w Urzędzie Miasta Iławy. W 2004 został dyrektorem Lokalnej Organizacji Turystycznej Pojezierza Iławskiego i Dorzecza Drwęcy.
W 2006 został wybrany na burmistrza Iławy, będąc popieranym przez Platformę Obywatelską. Wygrał w pierwszej turze, zdobywając 62,08% głosów. Reelekcję uzyskał cztery lata później w pierwszej turze wyborów. W 2014 nie kandydował na kolejną kadencję. Powrócił do samorządu w 2018, uzyskując mandat radnego rady miejskiej w Iławie.

## Życie prywatne
Żonaty, ma dwóch synów.

## Wybrane publikacje
- W. Ptasznik, S. Zygmunt, T. Kudra, Simulation of RF-assisted convective drying for broad bean seed quality. Drying Technology, Nowy Jork 1990.
- W. Ptasznik, Influence of matriconditioning and convection drying on snap bean seed quality, Taiwan Seeds Trade Association 1994, nr 14.
- W. Ptasznik, J. Barnard, W. Giec, A. Khan, Susceotibility of bean seeds to thermal-impact damage, Journal of Agricultural Engineering Research 1995, nr 61.